# Julius-Leber-Brücke (Breisach–Vogelgrun)
Die Julius-Leber-Brücke überspannt bei Stromkilometer 224,98 den Rhein. Sie verbindet mit den westlich folgenden Brücken über die Schleuse des Rheinseitenkanals und den Staubereich des Flusskraftwerks der EDF das deutsche Breisach und das französische Vogelgrun miteinander. Das Bauwerk ist seit 1947 eine Straßenbrücke, zuvor war es von 1878 bis 1945 eine Eisenbahnbrücke der Bahnstrecke Freiburg–Colmar. Bereits im Mittelalter gab es zudem die Rheinbrücke Breisach. Im Zusammenhang mit den Planungen zur Wiederherstellung der durchgehenden Eisenbahnverbindung Freiburg–Colmar wird der Bau von drei neuen Brücken diskutiert.
Seit 2025 trägt die Brücke den Namen Julius-Leber-Brücke.

## Eisenbahnbrücke von 1878

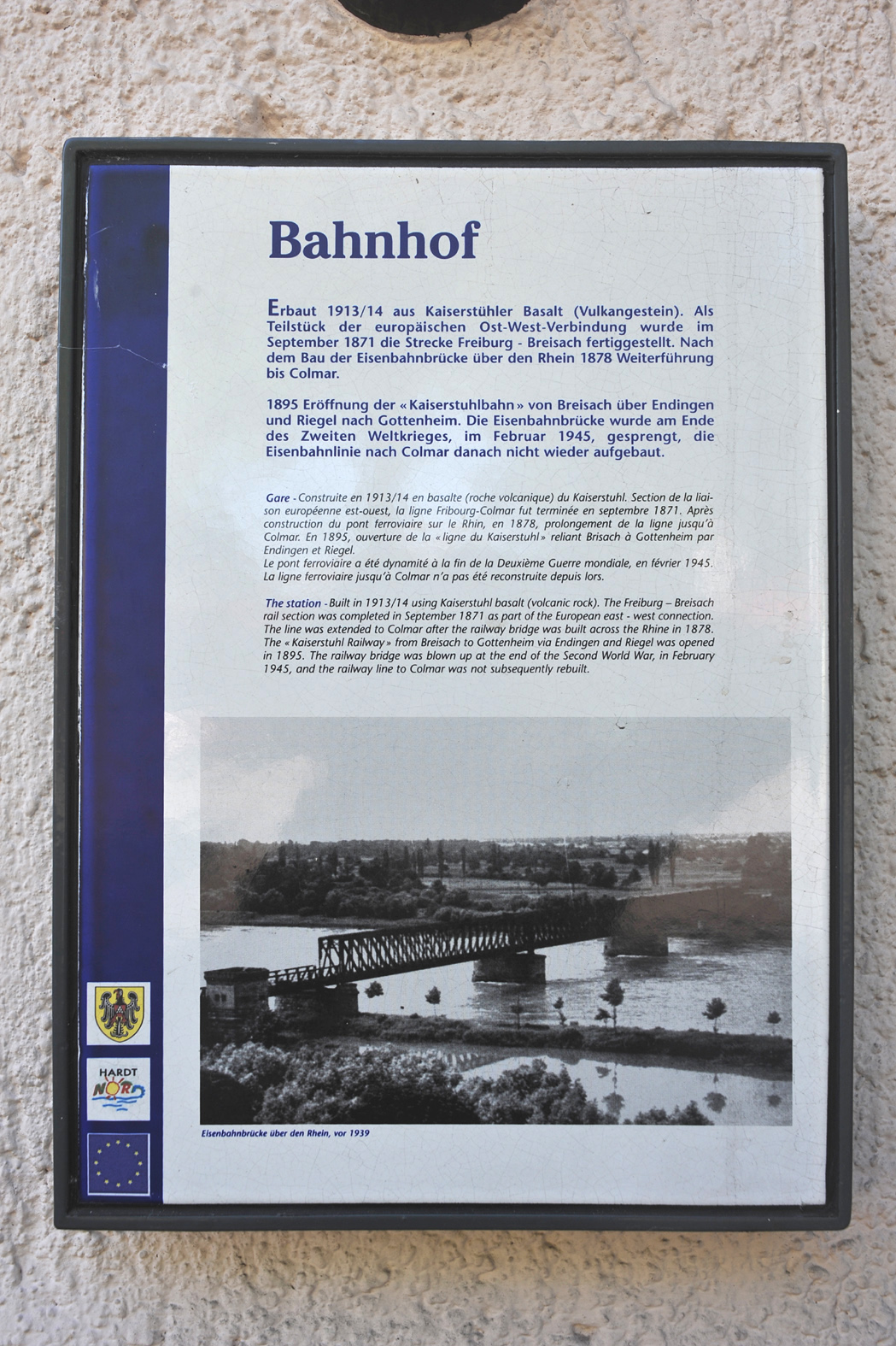
Infotafel am Breisacher Bahnhof

### Bau
Das Großherzogtum Baden – als Eigentümer der Großherzoglich Badischen Staatseisenbahnen – und das Deutsche Reich – als Eigentümer der Reichseisenbahnen im Reichsland Elsaß-Lothringen – vereinbarten am 13. Mai 1874 in einem Staatsvertrag, eine 22,35 km lange Bahnstrecke zwischen Breisach und Colmar mit einer neuen Rheinbrücke, zunächst eingleisig, aber ausgelegt für zwei Gleise. Dies geschah vor allem aus militärstrategischen Gründen. 1875 begann der Bau der Brücke, am 5. Januar 1878 wurde sie dem Betrieb übergeben.
Die Gründungsarbeiten führte die Aktiengesellschaft für Eisenindustrie und Brückenbau durch, die eisernen Überbauten stammten von Gutehoffnungshütte in Sterkrade. Der eiserne Überbau hatte eine Masse von 829 t und kostete 287.546 Mark, insgesamt betrugen die Baukosten der Brücke 744.828 Mark.

### Konstruktion
Die Brücke hatte eine Gesamtlänge von etwa 328 m, drei Hauptöffnungen mit Stützweiten von 72 m sowie an beiden Ufern je zwei Flutöffnungen von 28 m Stützweite. Der Brückenüberbau bestand aus eisernen, parallelgurtigen Ständerfachwerkkonstruktionen mit unten liegender Fahrbahn. Die Fachwerklängsträger waren in einem Abstand von 4,65 m angeordnet und hatten zwischen Ober- und Untergurt einen Profilachsabstand von 7,2 m bei den Haupt- und 3,0 m bei den Nebenöffnungen. Zur Gründung der Strompfeiler wurden Senkkästen verwendet. Die maximale Gründungstiefe betrug 20 m unter dem mittleren Wasserspiegel. Das vorgesehene zweite Gleis wurde nie eingebaut.
Zwischen den beiden Flutbrücken auf jeder Seite des Bauwerks stand ein Paar massiver Wehrtürme.

### Nutzung
1914 benutzten täglich zwei Eilzugpaare von und nach München und 6 Personenzugpaare, einige Einzelzüge und zwei Güterzugpaare die Brücke. Im Ersten Weltkrieg nutzte das Militär die Brücke für die Versorgung der Westfront intensiv. Mit dem Versailler Vertrag gelangte sie 1919 in ganzer Länge in das Eigentum Frankreichs. Der Breisacher Bahnhof wurde zum gemeinsamen Grenzbahnhof ausgebaut. 1936 verkehrten im Personenverkehr nur noch drei Pendelzugpaare zwischen Breisach und Colmar. Im Oktober 1940 wurde die Brücke für die Deportation Tausender Deutscher jüdischer Herkunft aus Baden in das französische Internierungslager Gurs am Fuß der französischen Pyrenäen genutzt.

### Zweiter Weltkrieg
Nach Ausbruch des Zweiten Weltkrieges sprengten französische Truppen am 12. Oktober 1939 die beiden westlichen Flutbrücken und den anschließenden Strompfeiler. Da eine Nutzung der Brücke zu Fuß noch möglich war, sprengten am 20. Oktober 1939 deutsche Pioniere einen östlichen Brückenabschnitt. Nach der Besetzung des Elsass begannen die Deutschen im Juni 1940, die entstandene Lücke zu schließen. Die zerstörten Brückenteile wurden entfernt, die erhaltenen in die bisher nicht genutzte zweite Gleisachse verschoben und die entstandenen Lücken durch Roth-Waagner-Brückengeräte (RW-Geräte) geschlossen. Die Brücke konnte ab dem 25. Juli 1940 als erste der zerstörten Brücken am Oberrhein wieder befahren werden.
Ab 1942 wurde damit begonnen, das Provisorium durch einen Neubau zu ersetzen. Beauftragt war damit das MAN Werk Gustavsburg. Die mittlere und die westliche Stromöffnung erhielten Fachwerkträger, die beidseitigen Flutbrücken wurden durch je zwei Vollwandträger ersetzt. Das alles geschah in der ursprünglichen Gleisachse. Der östliche Fachwerkträger wurde dorthin verschoben. Die fünf RW-Geräte blieben ungenutzt stehen. Am 10. Mai 1944 wurde die neue Brücke in Betrieb genommen. Sie erhielt nachträglich noch eine Bohlenlage für den Straßenverkehr.
Nachdem das Bauwerk in den Monaten zuvor wegen seiner wichtigen Funktion für den Nachschub häufig Ziel von Luftangriffen war, sprengten beim Heranrücken der Westfront deutsche Pioniere in der Nacht vom 4. zum 5. Februar 1945 die Brücke. Dabei stürzten alle Brückenteile – außer der mittleren Flutbrücke und zwei der südlich davon stehenden, ungenutzten RW-Geräte – ein.

## Behelfsstraßenbrücke von 1947 bis 1962

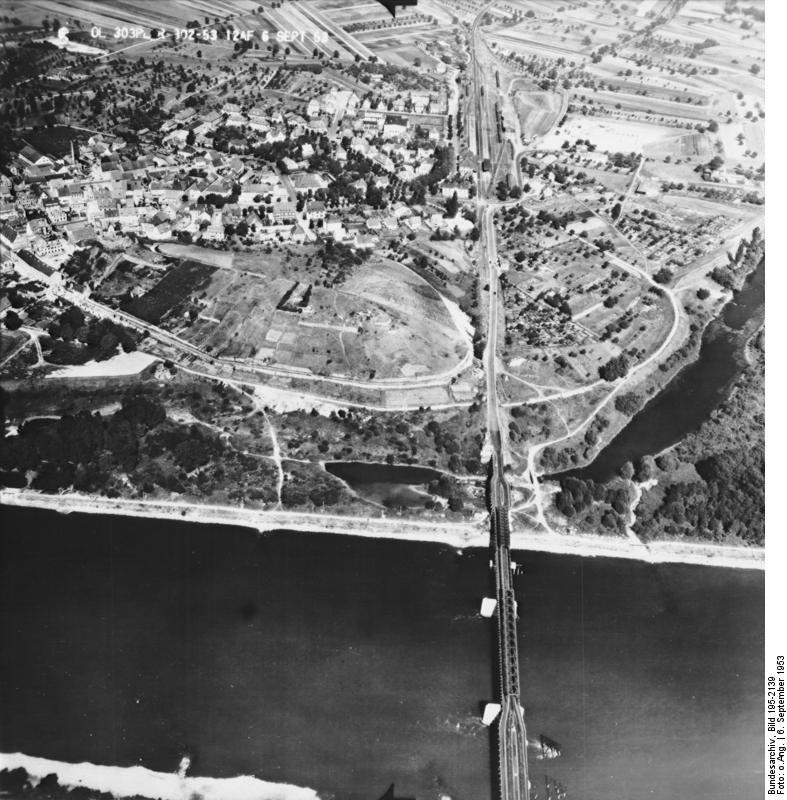
Luftbild Breisachs von Westen mit der Eisenbahnbrücke (Rheinbefliegung der Alliierten „6. September 1953“; Bild datiert von vor der Fertigstellung des Rheinseitenkanals)

Französische Pioniere errichteten eine Pontonbrücke über den Rhein. Da die französische Militärregierung kein Interesse daran hatte, die Eisenbahnbrücke wieder herzustellen, wurden die noch verwendbaren Überbauten demontiert und zum provisorischen Wiederaufbau der Rheinbrücke Neuenburg–Chalampé, die gleiche Stützweiten aufweist, verwendet. 1947 folgte schließlich mit den verbliebenen Überbauten und Kriegsbrückengerät der Bau einer Behelfsstraßenbrücke, die bis 1962 in Betrieb war.

## Straßenbrücke von 1962

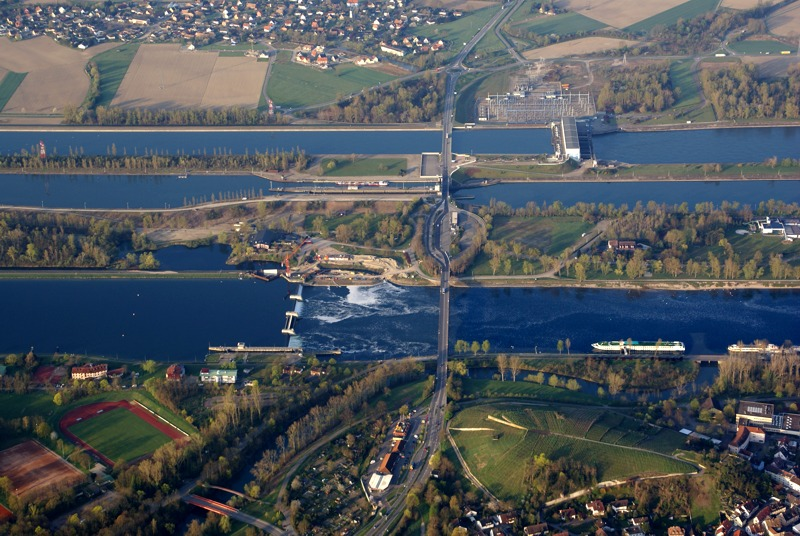
Vorne Rheinbrücke und dahinter Rheinseitenkanalbrücke

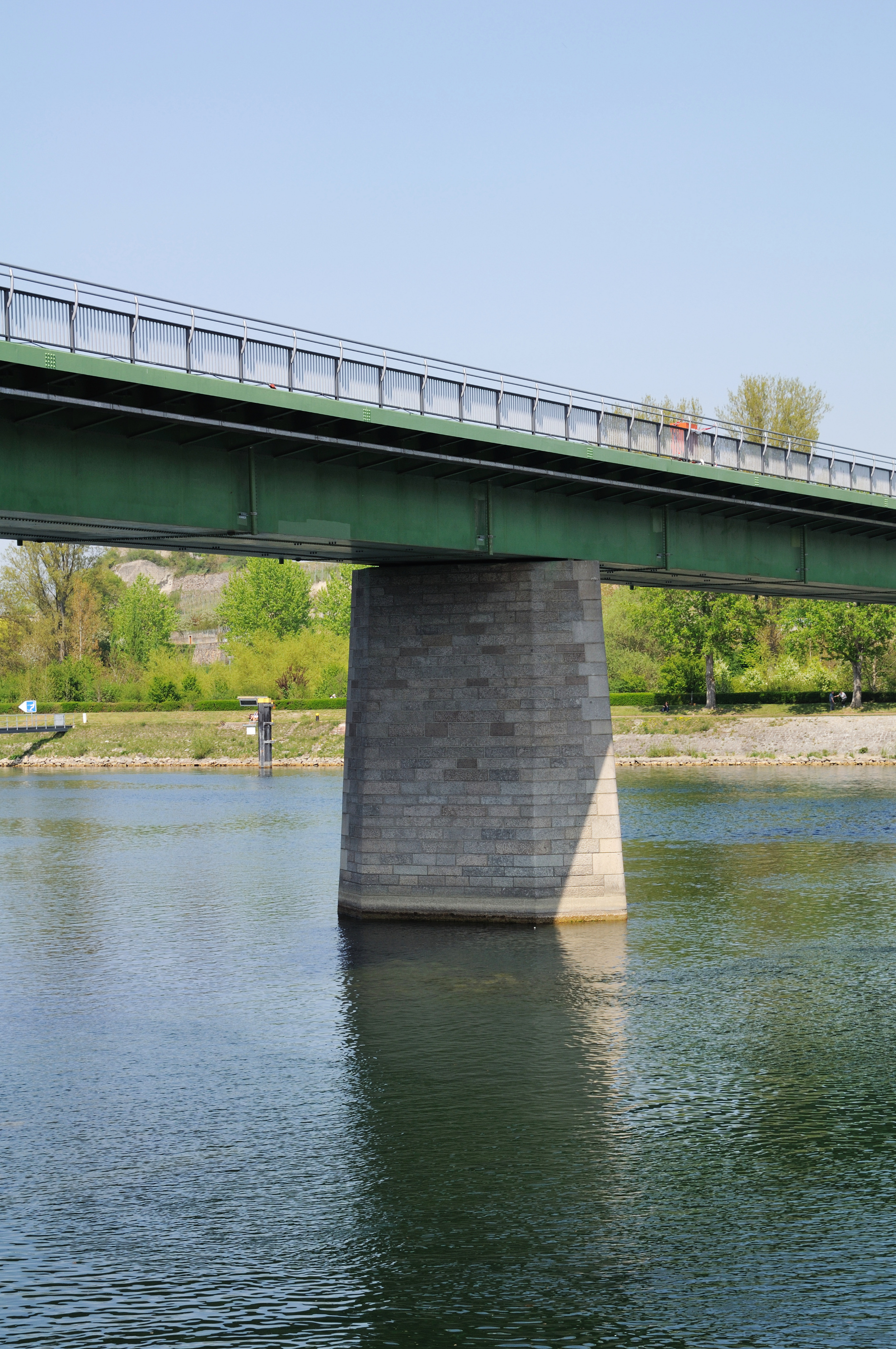
Pfeiler

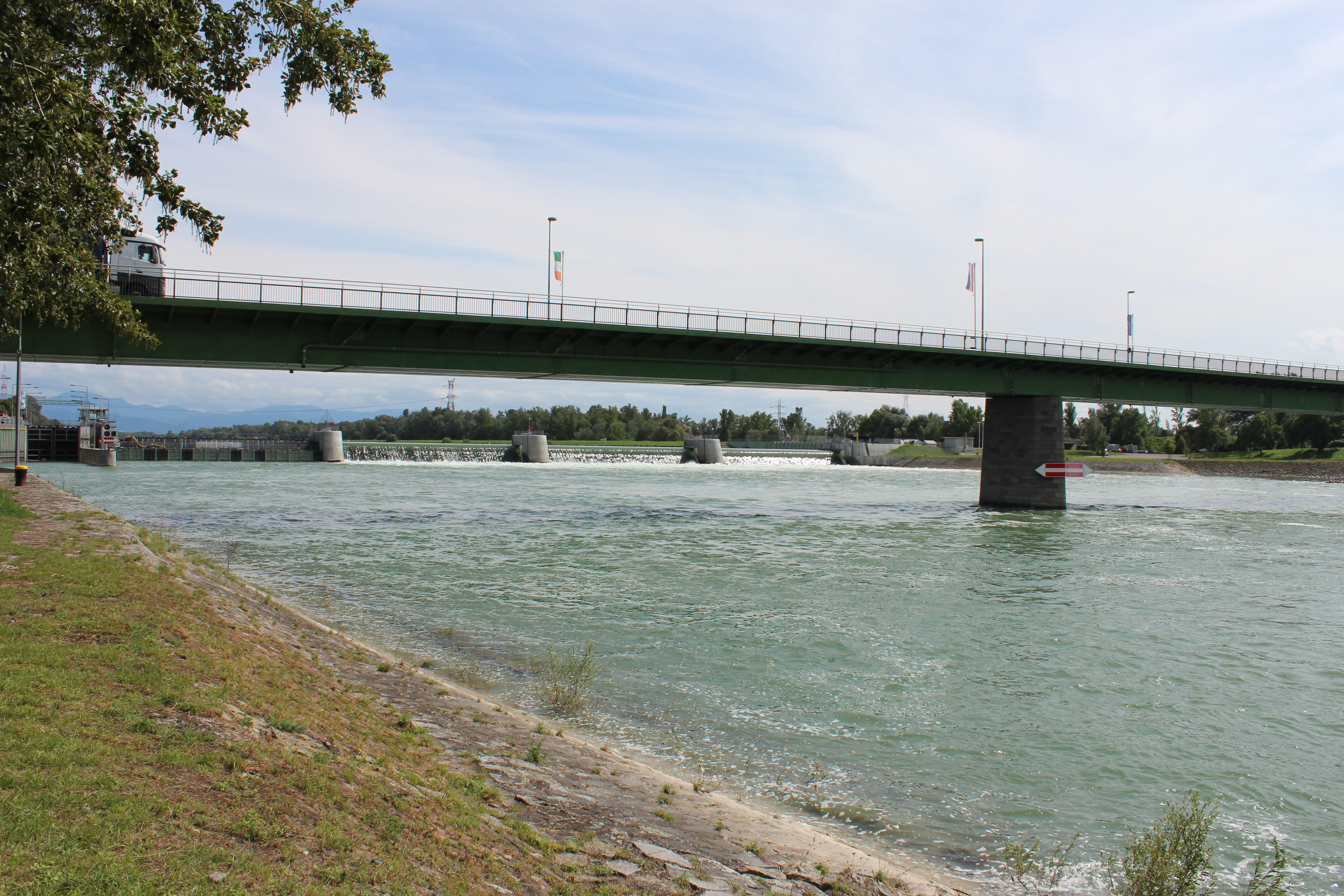
Rheinbrücke mit dahinter befindlichem Wehr

### Voraussetzungen
Im Januar 1953 wurde zwischen Deutschland und Frankreich das „Abkommen über die festen Brücken und Fähren über den Rhein an der deutsch-französischen Grenze“ abgeschlossen, das bei Breisach den Neubau einer Straßenbrücke unter Verwendung der Unterbauten der ehemaligen Eisenbahnbrücke vorsah. Die Straßenbrücke entstand von 1960 bis 1962. Am 1. Dezember 1962 war Verkehrsübergabe.

### Konstruktion
Die Brücke ist eine Stahlbalkenbrücke mit obenliegender, 8,5 m breiter Fahrbahn und beidseitigen je 1,5 m breiten Gehwegen. Straßenverkehrszählungen von 2019 ergaben, dass durchschnittlich 15.425 Kraftfahrzeuge pro Tag die Brücke passieren, womit sie einer der verkehrsreichen Grenzübergänge zwischen Baden und Elsass ist.
Zum Bau der Brücke wurden zuerst die alten Brückenpfeiler, die einseitig durch die Behelfsstraßenbrücke belastet waren, zur Hälfte abgebrochen. Anschließend folgte auf den vorhandenen, alten Senkkästen der Neubau von Stahlbetonpfeilern mit einer Granitverkleidung und mit einer Breite von 8,0 m sowie einer Dicke von 3,0 m am Pfeilerkopf.
Der stählerne Überbau mit 964 t Masse ist eine Hohlkastenkonstruktion mit zwei vollwandigen, stählernen Hauptträgern, einer 12 mm dicken orthotropen Fahrbahnplatte und einem Bodenblech. Der 282,8 m lange Überbau weist in Längsrichtung den Vierfeldträger als Bauwerkssystem auf. Die drei Hauptöffnungen von 72 m Stützweite wurden am deutschen Ufer durch ein Randfeld mit 63,8 m Stützweite ergänzt, die alten westlichen Flutbrücken durch Dämme ersetzt. Die Hauptträger sind im Abstand von 5,94 m angeordnet und weisen eine Konstruktionshöhe von 2,55 m auf. Die senkrecht dazu angeordneten Querträger liegen in Abständen von 2,0 m. Rund alle 12,3 m sind Querverbände angeordnet.
Die Baukosten betrugen 4,7 Millionen DM und wurden von Deutschland getragen.